# Приговорённый к смерти бежал
«Приговорённый к смерти бежал, или Дух дышит, где хочет» (фр. Un condamné à mort s'est échappé ou Le vent souffle où il veut) — военная драма французского режиссёра Робера Брессона, снятая в 1956 году французской кинокомпанией «Gaumont». Премьера состоялась в рамках конкурсной программы Каннского кинофестиваля 1957 года.
Фильм основан на мемуарах Андре Девиньи, который во время Второй мировой войны был узником тюрьмы Монлюк. Сам Брессон также побывал в фашистском плену, будучи бойцом Французского Сопротивления.
Вторая часть названия фильма — отсылка к Евангелию от Иоанна: «Дух дышит, где хочет, и голос его слышишь, а не знаешь, откуда приходит и куда уходит: так бывает со всяким, рожденным от Духа» (Ин. 3:8).
В качестве музыкального сопровождения использована «Месса до минор» Моцарта (K. 427).

## Сюжет
В 1943 году участник движения Сопротивления лейтенант Фонтен был арестован фашистами и заключён в лионскую тюрьму Монлюк. По дороге в тюрьму он совершил неудачную попытку к бегству. Помещённый в камеру 107 на самом верхнем этаже, он планомерно готовится к побегу, несмотря на скептическое отношение к его замыслу других заключённых. Даже когда один из узников, Орсини, приговаривается к смерти за попытку к бегству, Фонтен продолжает приготовления. Фонтена также приговаривают к смертной казни. Через некоторое время у лейтенанта появляется сокамерник — шестнадцатилетний Франсуа Жост. Фонтен поставлен перед выбором: либо посвятить Жоста, которого он подозревает в сотрудничестве с немцами, в свои планы, либо убить его. Он рискует и раскрывает свой план. Фильм заканчивается ночным побегом Фонтена и Жоста.

## В ролях
- Франсуа Летерье — лейтенант Фонтен
- Шарль Ле Кленш — Франсуа Жост
- Ролан Моно — пастор (советский дубляж — Роберт Чумак)
- Морис Беерблок — Бланше
- Жак Эрто — Орсини
- Роже Треэрн — Тьери
- Жаль-Поль Делюмо — Гебрард
- Жан-Филипп Деламарр — заключённый № 110